# Curauá
Curauá (Ananas lucidus) ist eine Pflanzenart aus der Familie der Bromeliengewächse (Bromeliaceae), aus deren Blätter Fasern gewonnen werden. In einigen wissenschaftlichen Texten wird die Art auch A. erectifolius genannt. Dieser Name wird heute nicht mehr verwendet, gilt aber weiter als Synonym. In den jeweiligen Mundarten gibt es weitere Namen für die Pflanze. Unter anderem etwa pitte, curaua, curaguata oder curaua de Amazonia.

## Beschreibung
Curauá hat bis zu 1 m lange und 35 mm breite, aufrechte Blätter die mit einer nadelförmigen Spitze bewehrt sind. Ananas lucidus unterscheidet sich von Ananas ananassoides nur durch das Nicht-Vorhandensein von seitlichen Blattstacheln. Die Früchte sind klein (bis 12 cm) und, aufgrund des hohen Faser-Gehalts, nicht essbar. Sie stehen, wie die Früchte der meisten Ananas-Arten, an langen Schäften. Die Blütenblätter sind etwa 17 mm lang und lila-farben.

## Nutzung
Verarbeitet und industriell genutzt werden vor allen Dingen die stark faser-haltigen Blätter der A. lucidus.
Ihre Eignung für die Herstellung von Faserverbundwerkstoffen wird als sehr aussichtsreich eingeschätzt. Curauá wird bislang nur in der Umgebung der brasilianischen Stadt Santarém in größerem Maßstab angebaut. Die industrielle Nutzung der Faser steht erst am Anfang. Das Unternehmen Sabic hat einen Verbundwerkstoff aus Polyamid-6 Nylon mit 20 % Curauáverstärkung entwickelt. Nach Unternehmensangaben könnte dieser Faserverbundwerkstoff mit der Bezeichnung „LNP Thermocomp PX07444“ glasfaserverstärktes Nylon in bestimmten Anwendungen im automobilen Innenbereich ersetzen.
Die Art wird im nördlichen Südamerika und auf den Westindischen Inseln seit präkolumbischen Zeiten kultiviert. Sie kommt fast nur in Kultur vor. Neben den Fasern werden auch die Blütenstände zu Dekorationszwecken verwendet. Die Fasern werden bzw. wurden für Fischnetze und Seile verwendet.